# Андреја Милутиновић
Андреја Милутиновић (Крагујевац, 6. август 1990) је српски кошаркаш. Игра на позицији бека, а тренутно наступа за 3x3 клуб Лиман.

## Биографија
Андреја је рођен у Крагујевцу, а одрастао је у Баточини где је завршио основну школу и направио прве кошаркашке кораке у локалном клубу Слога.
Одатле прелази у крагујевачки Колонац, где је свакодневно путовао на тренинге из Баточине. Године 2005. је стигао у ФМП Железник, за чији сениорски тим је дебитовао 2008. Већ следеће године у НЛБ лиги је имао запажен учинак, а на почетку се истакао сјајним ролама у дуелима са Загребом (20), Хелиосом (19) и Цедевитом (17 поена) . Добре партије наставља да пружа и у наредном периоду, тако да 2011. године након интеграције ФМП-а и Црвене звезде добија прилику да заигра у црвено-белом дресу. У сезони 2011/12. био је један од кључних младих играча у тиму који је предводио Светислав Пешић, што му на њеном крају доноси уговор на још две године. Међутим, у наредној сезони није провео ни минут у игри, што у фебруару 2013. доводи до раскида уговора између њега и Црвене звезде.
Након паузе од неколико месеци због раскида уговора са Звездом, Милутиновић је био на проби у Билбау., а током лета 2013. године, наступао је у летњој лиги у Америци за Милвоки баксе. Био је на проби и у Олимпији Милано, али ни са овим клубом није потписао уговор. Почетком октобра је објављено да је Милутиновић потписао уговор са шпанским друголигашем Форса Љеидом уз опцију да напусти клуб у случају добре понуде. За Љеиду је просечно бележио 11,38 поена, 3,48 скокова и једну асистенцију по мечу, пре него што је на полусезони прешао у грчки Аполон.
Милутиновић се 31. јула 2014. године званично вратио у српску кошарку потписивањем двогодишњег уговора са шампионом Србије београдским Партизаном. У првој сезони за црно-беле је одиграо 23 утакмице, а на паркету је у просеку провео 8,9 минута, бележио 2,5 поена, 1 скок и 0,7 асистенција по мечу. У сезони 2015/16. за Партизан је бележио 5,1 поена 3,3 скока и 1,2 асистенције по утакмици, а на терену је проводио 19,8 минута. Највећи успех са клубом било је финале купа Радивоја Кораћа. На крају те сезоне је напустио Партизан и у августу потписао за грчки клуб Короивос.
Сезону 2017/18 провео је у француској Другој лиги играјући за клуб Сен Шамон. У октобру 2018. године потписао је за катарски клуб Ал Сад.
Од јесени 2019. године наступа за румунски Динамо из Букурешта. У утакмици 5. кола против Крајове постигао је 30 поена.
Играо је за млађе категорије Кошаркашке репрезентације Србије.

## Успеси
- 2006. године првак Балкана са кадетском репрезентацијом СЦГ
- 2007. године првак Србије са јуниорском екипом КК ФМП
- 2008. године прво место на Ф4 турниру јуниорске Евролиге у Мадриду са екипом ФМП-а, проглашен за члана идеалне петорке такмичења[16]
- 6-12. августа 2008. год. „Адидас нејшнс“ (Далас, Тексас, САД) - члан репрезентације Европе
- 2023. године првак Србије са 3x3 клуб Партизан

## Галерија
- Милутиновић у дресу Звезде
- Милутиновић и Величковић